# Desa Panusupan (administrativ by i Indonesien, lat -7,45, long 109,17)
Desa Panusupan är en administrativ by i Indonesien.   Den ligger i provinsen Jawa Tengah, i den västra delen av landet, 290 km sydost om huvudstaden Jakarta.